# Kulturspeicher Ueckermünde

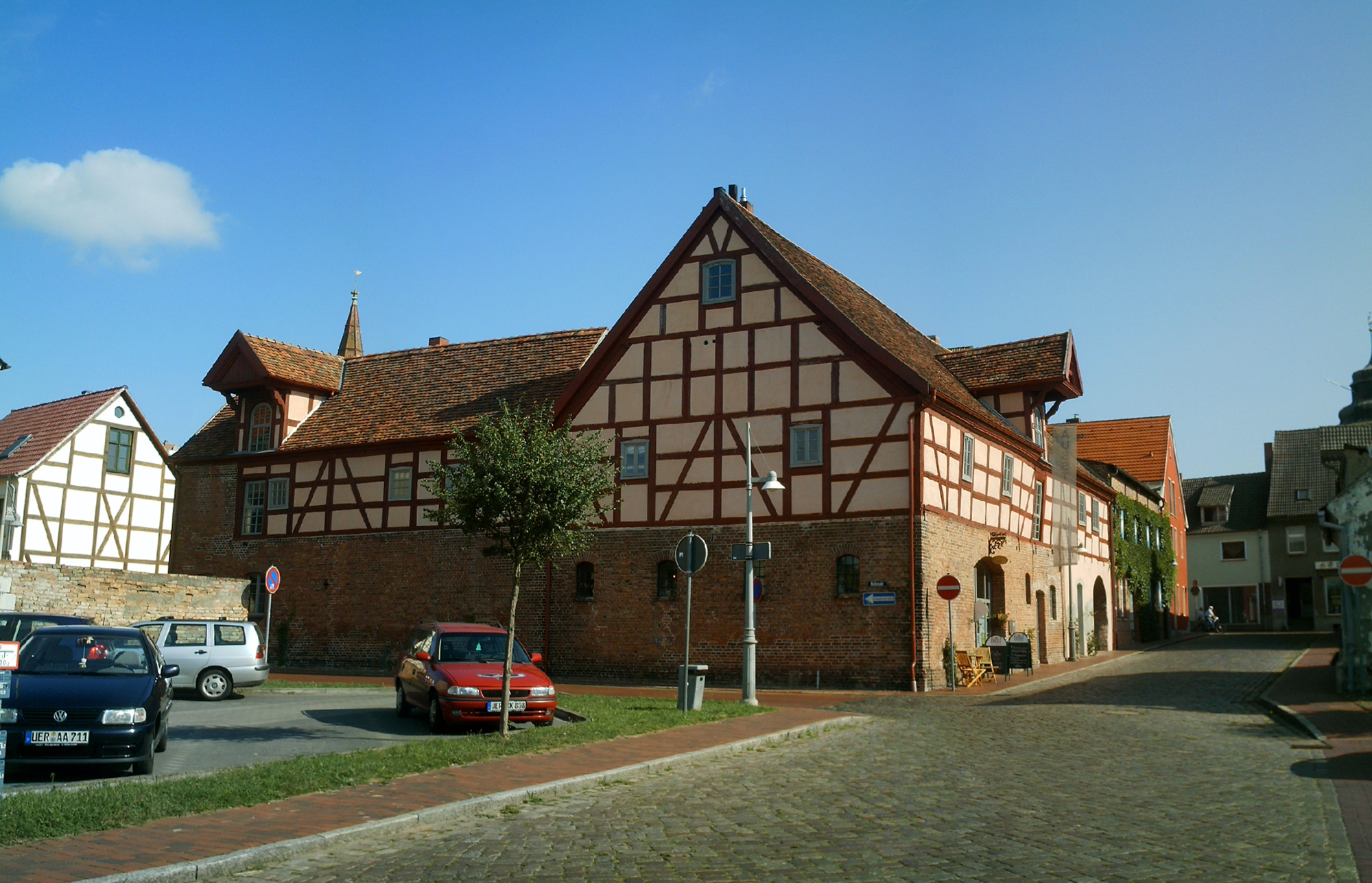
Kulturspeicher Ueckermünde

Der Kulturspeicher Ueckermünde in Ueckermünde (Mecklenburg-Vorpommern), Bergstraße 2, Ecke Wallstraße stammt aus dem 17. und 18. Jahrhundert. Das Gebäude steht unter Denkmalschutz.

## Geschichte
Die Stadt Ueckermünde mit 8472 Einwohnern (2020) wurde 1178 als Ucramund erstmals erwähnt.
Die zweigeschossige, zweiteilige Gebäudeanlage in L-Form mit dem älteren großen und dem kleinen Speicher, den markanten Ladekränen und dem Fachwerk mit Lehmausfachungen über einem gemauerten Erdgeschoss wurde zwischen 1680 und 1720 als Speicher in der Nähe des Stadthafens gebaut. Bemerkenswert ist das sichtbare Holztragwerk für das Dach. In der Hafenstadt an der Uecker wurden eine Reihe ähnlicher Speichergebäude errichtet.
Die Speicher wurden 1901 umgebaut. Nach 1945 dienten die Speicher als Sammelstelle für Getreide, welches nach Verteilung auf die Mühlen den Bäckern zur Weiterverarbeitung gegeben wurde. Die Bäckerinnung hatte hier ihren Sitz. Bis in die 1970er Jahre waren hier verschiedene Organisationen aktiv. Auf Grund teilweiser Baufälligkeit konnte der Komplex nur noch in Teilen genutzt werden und ab 1990 stand er leer.
Im Rahmen der Städtebauförderung und mit Unterstützung der Stiftung Denkmalschutz wurden die Häuser um 2002 saniert und zum Kulturzentrum umgebaut. Hier finden Lesungen, Vorträge, Konzerte, Ausstellungen und Veranstaltungen statt. Es gibt eine Galerie und eine Bibliothek sowie eine separate Maisonette-Ferienwohnung. Im Erdgeschoss befindet sich ein Regionalladen, im Obergeschoss ein großer Saal und im Dachgeschoss auch Ausstellungsflächen.